# Tito (nome)
Tito  è un nome proprio di persona italiano maschile.

## Varianti
- Alterati: Titino
- Femminili: Tita
  - Alterati: Titina

### Varianti in altre lingue
- Catalano: Tit
- Croato: Tit
- Esperanto: Tito
- Estone: Tiitus[2]
- Finlandese: Tiitus[2]
- Greco biblico: Τιτος (Titos)[2]
- Greco moderno: Τίτος (Titos)
- Inglese: Titus[2]
- Latino: Titus[1][2][3][4]
- Lettone: Tits
- Lituano: Titas
- Macedone: Тит (Tit)
- Olandese: Titus
- Polacco: Tytus[2]
- Portoghese: Tito
- Rumeno: Titus
- Russo: Тит (Tit)[2]
- Serbo: Тит (Tit), Титус (Titus)
- Spagnolo: Tito[2]
- Ucraino: Тит (Tyt)
- Ungherese: Titusz

## Origine e diffusione
Deriva dal praenomen romano Titus, uno dei più diffusi all'epoca, da cui derivano i gentilizi Titius ("Tizio") e Titianus ("Tiziano").
La sua origine è incerta, e le ipotesi in proposito sono numerose: potrebbe essere correlato ai termini latini titulus ("titolo onorifico", avendo quindi il significato di "onorevole"), tueor ("difensore") o titus ("colombo selvatico"); potrebbe però avere anche origini sabine, come farebbe pensare il personaggio di Tito Tazio, o anche etrusche. Di fatto, nomi simili a "Tito", fonologicamente molto semplifici, si ritrovano in tutte e tre le lingue (e in altre), e non è escludibile né la poligenesi (cioè l'essersi originato da più nomi diversi) né un'origine onomatopeica.
Il nome ha tradizione sia storica (fu portato dall'imperatore romano Tito) sia biblica (con la figura di Tito, compagno di Paolo di Tarso citato nel Nuovo Testamento); grazie a questa seconda figura, Titus venne usato occasionalmente anche in inglese, nel periodo della Riforma protestante. Il nome venne più tardi associato alla figura di Josip Broz, lo statista jugoslavo che lo usò come nome di battaglia.

## Onomastico
L'onomastico si festeggia in genere il 26 gennaio in ricordo di san Tito, discepolo di san Paolo e vescovo di Creta. Con questo nome si ricordano anche altri santi, alle date seguenti:
- 21 febbraio, san Tito, martire[3][4]
- 2 aprile, san Tito il Taumaturgo, monaco e sacerdote presso il Monastero di Studion, a Costantinopoli[3][4][8]
- 2 giugno, san Tito, martire a Lione insieme ad altri compagni[3][4][7]
- 26 luglio, beato Tito Brandsma, sacerdote carmelitano e martire a Dachau[6][9]
- 16 agosto, san Tito, martire sotto i Goti durante il Sacco di Roma[3][4][7][10]

## Persone
- Tito, imperatore romano
- Tito, vescovo romano

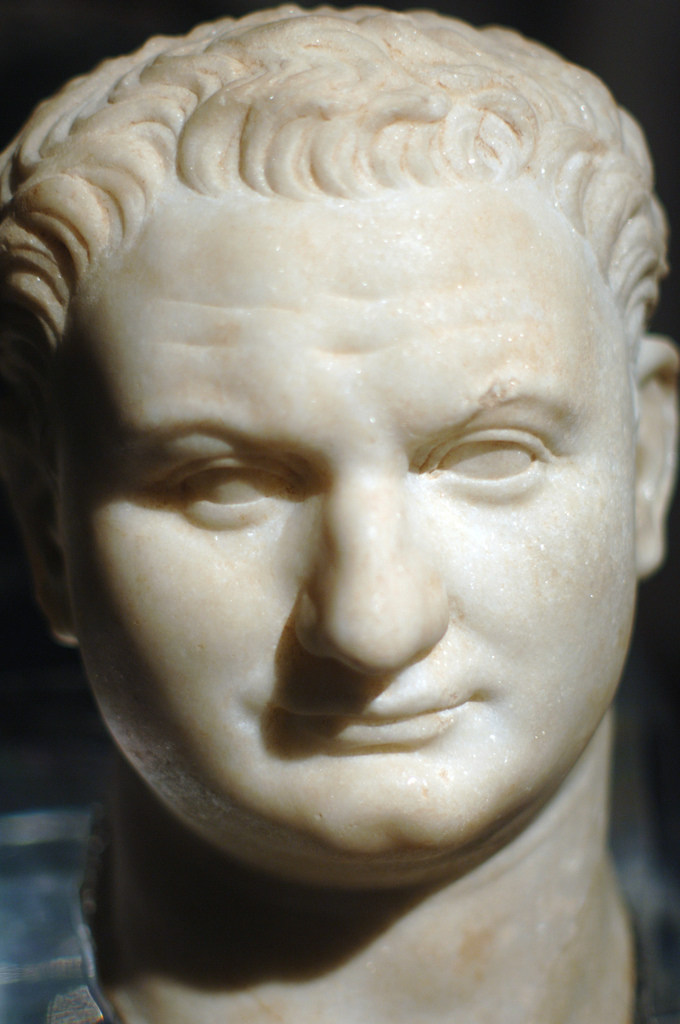
Tito

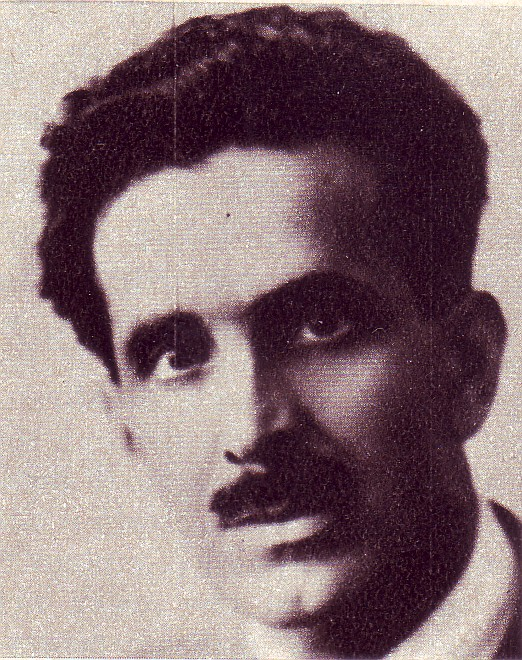
Tito Zaniboni

- Tito, nome di battaglia di Josip Broz, politico, rivoluzionario, militare e partigiano jugoslavo
- Tito Flavio Sulpiciano, senatore romano
- Vespasiano, imperatore romano
- Tito Livio, storico romano
- Tito Lucrezio Caro, poeta e filosofo romano
- Tito Maccio Plauto, commediografo romano
- Tito Quinzio Flaminino, militare e politico romano
- Tito Angelini, scultore italiano
- Tito Livio Burattini, matematico, scienziato, cartografo ed egittologo italiano
- Tito Faraci, fumettista italiano
- Tito Foppa Pedretti, imprenditore italiano
- Tito Gobbi, baritono italiano
- Tito Larriva, musicista e attore statunitense
- Tito Marrone, poeta e commediografo italiano
- Tito Pasqui, agronomo e politico italiano
- Tito Schipa, tenore e attore italiano
- Tito Speri, patriota italiano
- Tito Stagno, giornalista e conduttore televisivo italiano
- Tito Vespasiano Strozzi, poeta italiano
- Tito Zaniboni, politico italiano

### Variante Titus

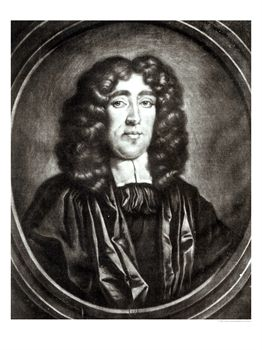
Titus Oates

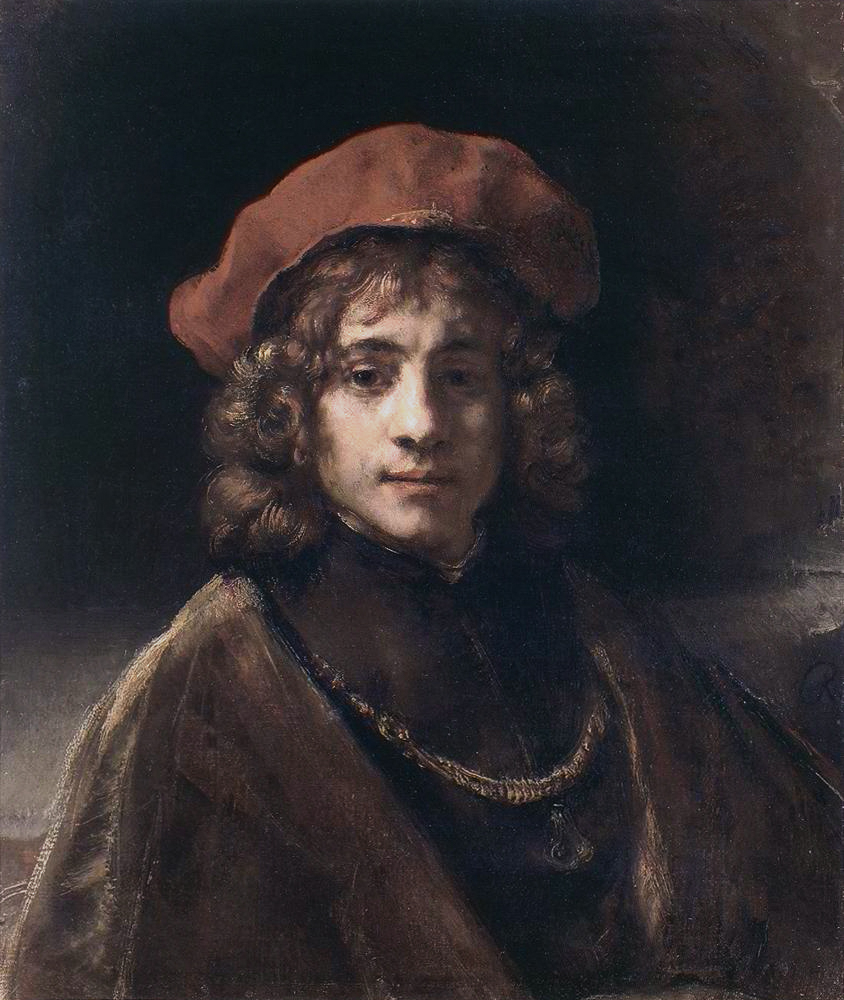
Titus van Rijn

- Titus Bramble, calciatore britannico
- Titus Buberník, calciatore cecoslovacco
- Titus Ivory, cestista statunitense
- Titus Nicoară, cestista rumeno
- Titus Oates, presbitero britannico
- Titus Ozon, calciatore e allenatore di calcio rumeno
- Titus Steel, pornoattore rumeno
- Titus Welliver, attore statunitense
- Titus Young, giocatore di football americano statunitense
- Titus van Rijn, pittore olandese

### Altre varianti maschili
- Tytus Czyżewski, scrittore e pittore polacco
- Tytus Maksymilian Huber, ingegnere e accademico polacco
- Titos Vandis, attore greco

### Variante femminile Titina
- Titina De Filippo, attrice teatrale italiana
- Titina Maselli, pittrice e attrice italiana
- Titina Rota, costumista e scenografa italiana

## Il nome nelle arti
- Tito Andronico è un personaggio dell'omonima opera di Shakespeare.
- Tito è il nome di vari personaggi di opere teatrali e liriche, tra cui La clemenza di Tito di Pietro Metastasio musicata da numerosi compositori fra i quali Wolfgang Amadeus Mozart
- Io cerco la Titina è il titolo di una canzone portata al successo in Italia nel 1943 da Natalino Otto.
- Il testamento di Tito è il titolo di una canzone scritta ed interpretata da Fabrizio De André contenuta nell'album La Buona Novella.
- Titina, è film d'animazione del 2022 diretto da Kajsa Næss, sulla vicenda del dirigibile Norge ideato da Umberto Nobile.